# Katja Weintraub
Katja Weintraub (* als Katja Hof in Berlin ; † Dezember 1970 in Stockholm) war eine deutsch-polnische Übersetzerin von polnischer Literatur und Sachbüchern ins Deutsche. Ihre Übersetzung eines Werks von Janusz Korczak trug mit dazu bei, dass ihm 1972 posthum der Friedenspreis des Deutschen Buchhandels zuerkannt wurde.

## Leben
Katja Hof, genannt Käthe, wuchs in Berlin auf. Ihr Vater, Ludwig Hof aus Weidenhausen, führte eine Drogerie. Ab 1932 war er passives Mitglied der NSDAP. Ihre Mutter, Emma Odemann, war eine Hebamme aus Hamburg, die demokratische Ansichten vertrat. Katja Hof besuchte ein Gymnasium, spielte Klavier und wurde Mitglied im Bund Deutscher Mädel. Nach der Hochschulreife studierte sie Slavistik an der Georg-August-Universität Göttingen. Als Goebbels 1943 den „totalen Krieg“ ausrief, musste sie ihr Studium unterbrechen und in Königsberg, damals Preußen, als Schaffnerin in Straßenbahnen arbeiten. Nach dem Krieg nahm sie das Studium wieder auf. Sie suchte einen Nachhilfelehrer für Polnisch und lernte so den Medizinstudenten und Holocaust-Überlebenden Leon Weintraub kennen. Sie habe seine antifaschistischen und sozialistischen Ansichten bald übernommen, berichtete Leon Weintraub. Sie ließen sich 1947 standesamtlich trauen, 1948 kam ihr Sohn zur Welt. Leon Weintraub arbeitete ab 1950 als Arzt in einer Frauenklinik in Warschau, wohin sie im April 1951 nachzog. Das Paar bekam zwei weitere Söhne. Als Leon Weintraub 1969 in Folge des zunehmenden Antisemitismus nach den März-Unruhen 1968 in Polen seine Anstellung verlor, emigrierte die Familie im selben Jahr nach Schweden.

## Werk
Katja Weintraub war in Polen als Übersetzerin und Redakteurin tätig. Sie übersetzte Sachbücher, wissenschaftliche Werke sowie Kinderbilderbücher und Volksmärchen aus dem Polnischen ins Deutsche. Für die 1963 veröffentlichte Studie des Historikers und ehemaligen polnischen Anklagevertreters bei den Nürnberger Kriegsverbrecherprozessen, Stanisław Piotrowski, über den nationalsozialistischen Politiker und Kriegsverbrecher Hans Frank besorgte Katja Weintraub die deutsche Übersetzung. Weintraub beriet die Edition einer deutschen Übersetzung der Erinnerungen von Auschwitzüberlebenden, die 1970 unter dem Titel Erinnerungen Auschwitzer Häftlinge beim Staatlichen Museum Auschwitz herausgegeben wurde. Zusammen mit Lothar Fahlbusch übernahm sie die Übersetzung und Redaktion des preisgekrönten Werks Ästhetik der Filmmusik der polnischen Musikwissenschaftlerin Zofia Lissa.
Ihre bekannteste Arbeit ist die literarische Übersetzung von Janusz Korczaks zweibändigem Kinderroman, der in Polen laut Karl-Heinz Janßen zu den beliebtesten Kinderbüchern zählte und dessen erster Band Król Maciuś pierwszy (1923) erstmals 1957 auf Deutsch in der Übersetzung von Katja Weintraub mit dem Titel König Hänschen I. im staatlichen Warschauer Polonia Verlag erschien. Das polnische Wort ‚Król’ bedeutet ‚König’. Katja Weintraub setzte für 'Maciuś' den Jungennamen 'Hänschen' als Diminutivum ein, abgeleitet von ‚Hans’, damit sich die deutschen Leser mit dem kleinen König identifizieren können. Diese übersetzerische Lösung sei bewusst und vermittle dieselbe Botschaft des Autors in der polnischen Fassung, dass der Roman an Kinder gerichtet sei, so die Germanistin Anna Fimiak-Chwiłkowska. Korczak selbst hatte darauf hingewiesen, dass der Roman sich nicht für Erwachsene eigne, weil diese ihn nicht verstehen würden. Die erste Veröffentlichung in Deutschland in der Übersetzung von Katja Weintraub erfolgte 1970 im Göttinger Verlag Vandenhoeck & Ruprecht, „begleitet von überschwenglichen Rezensionen“. Damit wurde sie einem größeren Publikum zugänglich. Es folgten vier weitere unveränderte deutschsprachige Auflagen sowie Taschenbuch-Ausgaben bei dtv. 1971 verlegte Vandenhoeck & Ruprecht Weintraubs Übertragung des zweiten Bandes mit dem Titel König Hänschen auf der einsamen Insel, dem sich eine zweite Auflage und drei Taschenbuchausgaben anschlossen.

## Rezeption
In ihrer Untersuchung Zum Problem der Übersetzung der Kinderliteratur am Beispiel des Romans Król Maciuś I (1923) von Janusz Korczak in zwei deutschen Übersetzungen vergleicht die polnische Germanistin Anna Fimiak-Chwiłkowska die Übersetzung von Katja Weintraub mit der späteren von Monika Heinker, die 1978 unter dem Titel König Maciuś der Erste vom Verlag Kiepenheuer & Witsch herausgegeben wurde, und hebt Weintraubs Übersetzungsleistung hervor:
„Katja Weintraub geht in ihrer Übersetzung mit großer Sensibilität auf alle Einzelheiten ein, die im Original eine Schlüsselrolle für die vermittelte Botschaft spielen, ohne die Rezipientengruppe aus den Augen zu verlieren. Sie formuliert dieselben Postulate wie Janusz Korczak, dass jeder mal klein war („als sie noch nicht erwachsen und alt waren“), dass es angebracht ist, Fotos von den kleinen „Königen, Reisenden und Schriftstellern zu bringen“ und dass es gar nicht stimmt, Kinder „könnten niemals Minister, Reisende oder Schriftsteller werden“. Weintraub vermittelt auch das Gebot, „Erwachsene sollten [das] Buch überhaupt nicht lesen“, obwohl niemand es ihnen verbieten kann. Durch ein solches Verfahren mit starker Konzentration auf den Rezipienten erreicht die Übersetzerin denselben Grad an Verständigung, auf den Korczak abzielte, und dieselbe geheime Aura einer Relation zwischen dem Schriftsteller und den Kindern als Lesern.“ (Anna Fimiak-Chwiłkowska, 2012)

## Übersetzungen
Die folgenden Werke (Auswahl) wurden von Katja Weintraub aus dem Polnischen ins Deutsche übersetzt.
Literarische Werke von Janusz Korczak
- König Hänschen I (Król Maciuś Pierwszy). (Mit einem Nachwort von Elisabeth Heimpel. Illustrationen von Jerzy Srokowski). Verlag Vandenhoeck & Ruprecht, Göttingen 1970
  - Zweite unveränderte Auflage 1971; dritte Auflage 1972; vierte Auflage 1973. Die fünfte unveränderte Auflage von 1995 gehört 2014 zum Verlagsprogramm von Vandenhoeck & Ruprecht.[11]
  - Ungekürzte Taschenbuchausgaben, Deutscher Taschenbuch Verlag, München 1974, 1975, 1976, 1978
- König Hänschen auf der einsamen Insel (Król Maciuś na wyspie bezludnej). Verlag Vandenhoeck & Ruprecht, Göttingen 1971, 1973
  - Ungekürzte Taschenbuchausgaben, Deutscher Taschenbuch Verlag, München 1974, 1975, 1977
- König Hänschens I. Kinderparlament, in: Janusz Korczak. Das Kind lieben. Ein Lesebuch von Erich Dauzenroth und Adolf Hampel. Suhrkamp, Frankfurt am Main 1984, ISBN 3-518-04585-7, S. 206–209 (weitere Auflagen 1988 und 1996)[12]

Polnische Volksmärchen
- Prinzessin Zauberfee (Królewna czarodziejka). Übertragen von Hella Rymarowicz und Katja Weintraub. Illustrationen von Olga Siemaszko. Warschau 1961, 1963, 1969

Biografische Studie
- Stanisław Piotrowski (Hrsg.): Hans Franks Tagebuch (Dziennik Hansa Franka). Übersetzung aus dem Polnischen von Katja Weintraub. Polnischer Verlag der Wissenschaften, Warschau 1963[13]

Kinderbilderbücher
- Lech Pijanowski: Fahren wir zur Grossmama (Kosi, kosi łapci…). Nasza Księgarnia Publishing, Warschau 1958
- Czesław Janczarski: Wer im Walde wohnt (Kto w lesie mieszka). Nasza Księgarnia Publishing, Warschau 1958

Sachbücher
- Zdzisław Wdowiński: Im Lande der Wälder und Seen (Wśród puszcz i jezior). Warschau 1955
- Lieder aus Polen. Redaktion: Wanda Doleźal. Übersetzung aus dem Polnischen: Elźbieta Baumzetzer und Katja Weintraub, Warschau 1955
- Joanna Kozicka: Pariser Kommune 1871. Übersetzung aus dem Polnischen: Katja Weintraub. Warschau 1955
- Kazimierz Saysse-Tobiczyk: In der Hohen Tatra (Pod wierchami Tatr) (Fotoband). Übertragen von Elźbieta Baumsetzer und Katja Weintraub. Warschau 1956
- Marian Sobański: Die Weichsel (Wisła) (Bildband). Übersetzung aus dem Polnischen: Katja Weintraub; Zeichnungen: Antoni Uniechowski. Sport i Turystyka, Warschau 1956
- Tomasz Kostuch (Redaktion): Polen. Zahlen – Fakten (Polska. cyfry – fakty). Redaktion der deutschen Ausgabe: Katja Weintraub. Polonia-Verlag, Warschau 1958
- Przemysław Trzeciak: Kreuz und quer durch Polen (Przez polskie ziemie). Polonia-Verlag, Warschau 1960
- M. Kubera: Die polnische Jugend. Warschau : Polonia-Verl. 1961
- Stanisław Poznański: Kampf – Tod – Andenken 1939–1945 : zum zwanzigsten Jahrestag des Aufstandes im Warschauer Getto 1943–1963 (Walka šmierć, pamieć, 1939–1945). Deutsche Übertragung: Katia Weintraub. Warschau : Der Rat für den Schutz der Denkmäler des Kampfes und Märtyrertums, 1963
- Tatiana Berenstein, Adam Rutkowski: Hilfsaktion für Juden in Polen 1939–1945. Übersetzung aus dem Polnischen: Katja Weintraub.  Warschau 1963
- Zofia Lissa: Ästhetik der Filmmusik (Estetyka muzyki filmowej). Übersetzung und Redaktion: Lothar Fahlbusch und Katja Weintraub, Berlin : Henschel 1965[14]